# أرتور براونر
أرتور براونر (بالألمانية: Artur Brauner)‏‏ (1 أغسطس 1918 في وودج - 7 يوليو 2019 في برلين) منتج أفلام، وكاتب سيناريو من ألمانيا.

## الجوائز
- نيشان استحقاق صليب الضباط لجمهورية ألمانيا الاتحادية
- Berlinale Camera  [لغات أخرى]‏
- جائزة الغولدن غلوب
- جائزة الأوسكار

## روابط خارجية
- أرتور براونر على موقع IMDb (الإنجليزية)
- أرتور براونر على موقع روتن توميتوز (الإنجليزية)
- أرتور براونر على موقع مونزينجر (الألمانية)
- أرتور براونر على موقع ألو سيني (الفرنسية)
- أرتور براونر على موقع قاعدة بيانات الأفلام السويدية (السويدية)
- أرتور براونر على موقع قاعدة بيانات الفيلم (الإنجليزية)
- أرتور براونر على موقع كينوبويسك (الروسية)